# Achour Hasni
Achour Hasni, né le 25 février 1972 est un joueur de handball, ancien international algérien.

## Palmarès de joueur

### En équipe nationale
Jeux olympiques
- 10e place aux Jeux olympiques de 1996 [2].

Championnats du monde
- 15e au championnat du monde 1999 ( Égypte)
- 13e au championnat du monde 2001 ( France)
- 18e au championnat du monde 2003 ( Portugal)

Championnats d'Afrique
- Vainqueur du Championnat d'Afrique 1996 au Bénin
- Finaliste du Championnat d'Afrique 1991 en Égypte
- Finaliste du Championnat d'Afrique 1994 en Tunisie
- Finaliste du Championnat d'Afrique 1998 en Afrique du Sud
- Finaliste du Championnat d'Afrique 2002 au Maroc
- Troisième du Championnat d'Afrique 1992 en Côte d'Ivoire

Jeux africains
- Médaille d'or aux Jeux africains 1999
- Médaille d'argent aux Jeux africains de 1991

## Palmarès d'entraîneur

### En équipe nationale
- Équipe d'Algérie junior
  - 4e au Championnat d’Afrique 2014[3]
  - 20e au Championnat du monde 2015[4]

### En club
- Al-Qurain SC 19 ans
  - Championnat du Koweït des moins de 19 ans 2023